# Quanto pesano i fantasmi
Quanto pesano i fantasmi è una raccolta di racconti brevi scritta da Tim O'Brien e pubblicata nel 1990. I protagonisti dell'opera sono soldati appartenenti ad un plotone statunitense stanziato in Vietnam durante la guerra.
Sebbene sia un lavoro di fiction (i fatti narrati e i personaggi non sono reali, pur presentando molte componenti semi-autobiografiche), il libro descrive in maniera molto precisa e dettagliata la guerra. Secondo lo stesso O'Brien, creare una storia tecnicamente falsa ma che rappresenta realisticamente la guerra, invece di elencare semplicemente i fatti senza suscitare nessuna emozione nei lettori, è il miglior modo per raccontare la storia dei soldati coinvolti.